# Porto
|  | Denne artikel omhandler byen. For det postale begreb, se frankering. |
Porto eller Oporto (portugisisk: o Porto; Havnen) er en by i det nordlige Portugal. Den ligger ved Douro-flodens udmunding i Atlanterhavet og er med sine 2,1 mill. indbyggere (hele byområdet) (2011) Portugals næststørste by. Selve bykernen har 231.800(2021) indbyggere.

## Kultur
Byen gav navn til "portvin". Fra 18. århundrede udførte området meget vin til England da forsyninger fra Frankrig ofte var afbrudt på grund af krig.
Byens historiske centrum er på UNESCOs Verdensarvsliste.
I 2001 var Porto europæisk kulturhovedstad og i den forbindelse blev flere projekter gennemført. Herunder koncerthallen Casa Da Musica, der stod færdig i 2005 efter tegning af den hollandske arkitekt Rem Koolhaas.

### Sport
Porto har en fodboldklub ved navn FC Porto

## Geografi

### Klima
Klimaet i Porto er normalt koldere end i Lissabon, der ligger ca. 320 km sydligere end Porto. Bjergkæden Serra do Marão længere inde i landet er vindyrkningsområde for portvin.